# Свод законов Кайтаг-Дарго
Свод законов Кайтаг-Дарго — сборник правовых норм Кайтагского уцмийства, написанный в XVI—XVII веках аджамом на даргинском языке. Один из древних историко-литературных памятников даргинцев.

## Характеристика
Текст свода написан арабским шрифтом на даргинском языке. Развитие культуры горцев уже в XVII веке диктовало необходимость иметь письменность на родном языке. Профессор Магомедов характеризует текст как «ценный, богатый по содержанию памятник истории и языка одного из дагестанских народов».
В некоторых частях основой Свода выступает древнее право даргинцев. Основу этого права следует искать в материальных отношениях жизни даргинцев различных эпох.
Ковалёвский категоризировал адаты по следующему:
Уголовные и гражданские постановления:
- Адаты по убийствам
- Адаты по пораненям
- Адаты по воровству
- Адаты по прелюбодеянию и оскорблению женщин
- Адаты по грабежам и поджогам.

Затем следуют нормы полицейского права:
- О неповиновении лицам сельского управления и о правах этих лиц
- Ряд канонических предписаний относительно соблюдения поста и молитвы.

Последний отдел свода составляют нормы государственного и административного права. Ковалевский утверждал, что многое из того, что составители относят к области обычного права, на самом деле имеет источником шариат.
Высшим органом власти, согласно Своду, в Кайтаг-Дарго выступает Совет представителей обществ. В судебнике ясно сказано, что Кайтаг являлся владением уцмия. В Нижнем Кайтаге он выступал в роли феодального монарха, в Верхнем — военным предводителем, тем не менее без совета со знатными людьми государства уцмий не имел права призывать народ в ополчение, за подобное его штрафовали на тридцать туманов. Также феодал выступал в роди судьи.
В одной из статей судебника сказано, что в случае, если раб прикоснется к женщине-узденке, его следует предать смерти. Судебник не допускает никакого унижения перед талканом (правителем). Согласно судебнику, не считает преступлением убийство узденем и талканом раба. Наиболее тяжким видом преступления считалось преднамеренное убийство. За это полагалось пролитие крови у семи человек рода убийцы. В «Постановлениях» Рустем-хана отражены такие уголовно-правовые понятия, как умысел, пособничество, стадии развития преступлений, отягчающие и смягчающие вину обстоятельства. Кайтагское право XVII века уже знало понятие о необходимой обороне. В состоянии необходимой обороны защищающийся мог убить всякого, посягающего на имущество, жилище, честь и прочее. Такое убийство не влекло за собой ни наказания со стороны публичной власти, ни кровной мести со стороны родственников убитого.
В сборнике упоминаются чанки — дети уцмия, рождённые от неравного брака. Они не имели права на наследство и на звание бека. Во всем остальном чанки пользовались правами беков и несли вассальную службу у уцмия.
Институт кровной мести претерпел в XVII веке значительные изменения. Об этом свидетельствует факт правовой регламентации обычая кровной мести, а также стремление заменить кровную месть денежным выкупом. Несмотря на тенденцию к ограничению кровной мести, обычай всё равно был очень распространен.
Основными наказаниями в кайтагском праве являлись крупные штрафы, разрушение дома в случаях особо тяжких преступлений и изгнание виновного из общества. Иных наказаний «Постановления» Рустем-хана не упоминают.
Отсутствие в Постановлениях гражданско-правовых норм — купли−продажи, наследования, завещания, дарения и прочего — не говорит о том, что они не были известны в Кайтаге, все эти гражданско-правовые отношения регулировались шариатом.

## История изучения
Изначальный экземпляр свода законов не сохранился, до нашего времени дошли только переписанный и переведённые варианты.
Экземпляр законодательного свода уцмия, отданный на хранение кадию магала Гапш, был найден А. В. Комаровым, переведён и опубликован в 1868 году. Он назвал их «Постановлениями кайтагского уцмия Рустем-хана». Комаров писал, что Постановления были написаны на арабском языке и с арабского переведены на русский. Однако в разделе с примечаниями к этому номеру журнала, исправляя неточность Комарова, написано, что перевод Постановлений сделан не с арабского, а с кайтагского (даргинского) языка.
В 1890 году в исследователем М. М. Ковалевским была выпущена статья про Свод. Он считал, что название «Постановления уцмия» ошибочно и обозначил свод как «Свод адатов уцмийского владения».
Дореволюционные историки Алкадари и Бакиханов писали, что свод кайтагских законов был составлен ещё при уцмие Султан-Ахмаде, который является дедом Рустама.
В июне 1960 года профессором Расулом Магомедовым был найден экземпляр свода на уркарахско-кайтагском наречии даргинского языка, переписанный в 1828 году. Он был переписан кадием Нухом из селения Кища с более древнего текста, который настолько стерся, что стал «затруднительным для чтения». Магомедов сделал фотокопию найденного текста, перевод на современный даргинский алфавит, перевод на русский и опубликовал это в 1964 году. Между арабоязычным сводом из магала Гапш, найденным русскими исследователями, и сводом из Кища имеется некоторое внешнее сходство, но по существу, по содержанию материала они различны, правда, кое-какие статьи в некотором смысле совпадают. Ныне оригинал «Свода» хранится в Историко-этнографическом музее ДГУ имени В.И. Ленина.
В более позднем своём труде 1999 года Магомедов, объясняя различия дошедших экземпляров, а также разные мнения об уцмие, написавшем Свод, пришёл к следующему выводу: Бакиханов и Алкадари были правы и написание найденных русскими исследователями Постановления начал Султан-Ахмад, но из-за непродолжительности его правления и правления его сына, завершить сбор Свода удалось только Рустаму, долгое правление которого длилось 37 лет.

## История создания

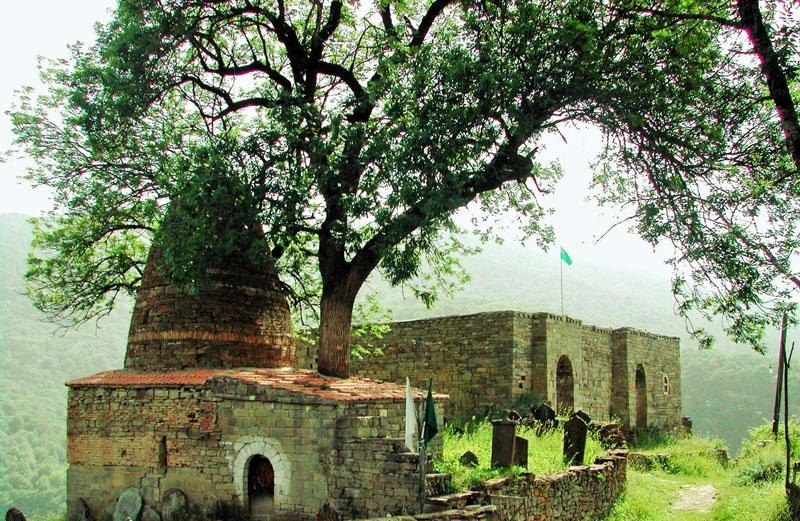
Кладбище уцмиев в Кала-Корейше

Владения кайтагских уцмиев были сосредоточены в Нижнем (равнинном) Кайтаге. Там уцмий имел широкую власть и население находилось в феодальной зависимости от него. Власть уцмия распространялась и на Верхний (горный) Кайтаг, где люди сохраняли внутренне самоуправление и право владения землей. Наличие таких вольных общин сильно ограничивало феодалов, из-за чего начались столкновения. Начался период неурядиц и жестоких столкновений. В итоге стало ясно, что победить ни одна из сторон не в состоянии, встал вопрос о выработке общих правил для регулирования отношений. Уцмию так и не удалось преодолеть организованного сопротивления общин, он сохранил свое прежнее положение верховного предводителя всех кайтагцев. Из Судебника видно и то, что власть уцмия в отношении Верхнего Кайтага продолжала оставаться ограниченной.